# Corneliu Murgu
Corneliu Murgu (n. 25 iulie 1948, Timișoara, România – d. 27 aprilie 2021, București, România) a fost un tenor român.